# Estação Kipling
Kipling é uma estação do metrô de Toronto, localizada na linha Bloor-Danforth, o qual é o término oeste da linha. Kipling é a estação de metrô mais ocidental do metrô de Toronto. Localiza-se próxima ao cruzamento da Dundas Street com a Bloor Street e a Kipling Road. Kipling possui um terminal de ônibus integrado. O nome da estação provém da Kipling Road, a principal rua norte-sul servida pela estação.